# بلز ساندرار
بلز ساندرار (به فرانسوی: Blaise Cendrars) نویسنده، شاعر و روزنامه‌نگار قرن نوزدهم میلادی اهل فرانسه است.